# Bénivay-et-Beauvoisin
Pour les articles homonymes, voir Beauvoisin.
Ancienne commune de la Drôme, la commune de Bénivay-et-Beauvoisin a été supprimée en 1800. Sur l'ancien territoire, deux nouvelles communes sont créées : 
- Beauvoisin, et
- Bénivay qui fusionne en 1908 avec Ollon pour former Bénivay-Ollon.